# Annamaria & Marzio Sala
Annamaria Sala (* 18. April 1930 in Meran, Südtirol; † 31. Dezember 2013 in Bad Godesberg) und  Marzio Sala (* 14. Juni 1928 in Turin; † 15. Februar 2009) waren ein Künstlerehepaar.
Annamaria Sala studierte Musik, Literatur und Kunstgeschichte in Bozen, Lausanne und Heidelberg. Sie legte das Diplom als Konzertpianistin in Bozen ab.
Marzio Sala studierte Kunstgeschichte, Philosophie, Mathematik und Kognitionswissenschaft in Turin und Zürich. Das Künstlerpaar zog gemeinsam in den 1960er Jahren nach Deutschland, arbeitete und lebte ab 1963 am Bodensee und ab 1983 in Bad Godesberg.
Die Serie Time Structures aus Zeichnungen, die später in dreidimensionale Werkstücke übersetzt wurden, entstand am Anfang der Zusammenarbeit. „Sculpictura“ ist aus den Jahren 1964 und 1968, es handelt sich dabei um Reliefs aus Kartonagen. In den 1970er Jahren entstand der Film Time Language, einer der ersten computergenerierten Filme in Deutschland, der 1972 in Zusammenarbeit mit dem Forschungszentrum Jülich realisiert werden konnte. In den 1980ern entstand die Serie Chronhomme 1-7, eine Mischung aus Lichtprojektion und exakt ausgeführten Handzeichnungen.
Das Werk von Annamaria und Marzio Sala befindet sich auf der Schnittstelle von Kunst, Wissenschaft und Philosophie und basiert auf Zeichensystemen, Sprache und Logiken. Es kann als philosophisches Konzept über die Betrachtung und Erforschung von Raum- und Zeit verstanden werden. Für Annamaria und Marzio Sala spielen dabei Musik und Klang als Dramaturgie von Zeitlichkeit eine fundamentale Rolle.

## Ausstellungen (Auswahl)
- 1969: Kunsthalle Bern, Bern
- 1970: Musée d’art moderne de la Ville de Paris, Paris
- 1987: documenta 8, Kassel[7]
- 1997: Kunst- und Ausstellungshalle der Bundesrepublik Deutschland, Bonn
- 1997: ZKM Zentrum für Kunst und Medientechnologie, Karlsruhe
- 2006: Medien, Mythen, Mind Control Hamburger Kunsthalle, Hamburg
- 2006: Annamaria & Marzio Sala Museo di arte moderna e contemporanea di Trento e Rovereto, Rovereto
- 2007: Annamaria & Marzio Sala Kunsthalle Bremen, Bremen
- 2007: Annamaria und Marzio Sala Kunstmuseum Bonn[6]
- 2009: Man Son 1969. Vom Schrecken der Situation Hamburger Kunsthalle
- 2010: Man Son 1969. Vom Schrecken der Situation Villa Merkel – Galerien der Stadt Esslingen[8]
- 2014: Begegnung von Struktur und Zufall John Cage/Annamaria und Marzio Sala, Beck & Eggeling[9]